# اوتنهوفن (آلمان)
اوتنهوفن (آلمان) (به آلمانی: Ottenhofen) یک شهر در آلمان است که در بایرن واقع شده‌است.

## خصوصیات
اوتنهوفن ۱۰٫۲۷ کیلومترمربع مساحت دارد ۴۹۸ متر بالاتر از سطح دریا واقع شده‌است.